# 华州区
华州区，前稱華縣，古稱鄭縣，位于中华人民共和国陕西省东部、渭河下游南岸，少華山之陰，是渭南市所辖的一个市辖区。区域总面积为1127平方公里，常住人口約27万人。

## 历史

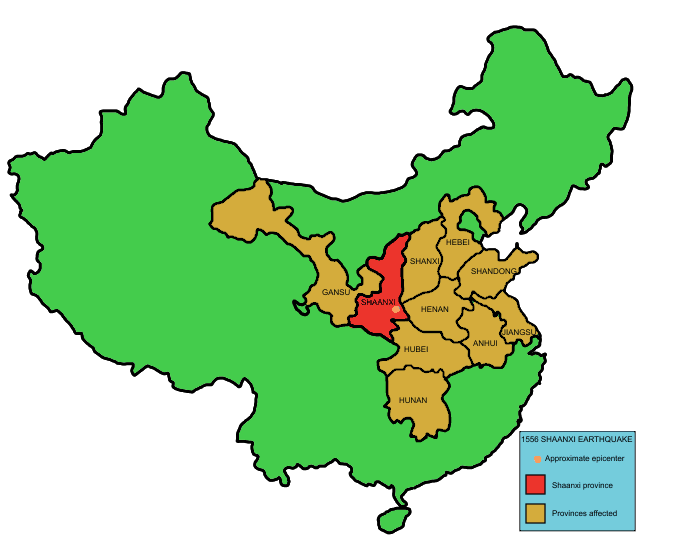
1556年嘉靖大地震，人类历史上死亡人数最多的一次地震

春秋时，秦武公十一年（前687年）秦国在此设置郑县；南北朝西魏时，因處在少華山之陰，華陰縣（太華山之陰）附近，设置华州。元朝后撤鄭縣，唯稱華州。1556年1月23日，華縣發生約8級的大地震，全國死亡人數佔計高達83萬（不包括没有登记户口的居民），是中國歷史以至全球史上傷亡最為慘重的一次地震。
中华民国二年(1913年)改华州为华县。2015年10月，国务院批复同意撤销华县，设立渭南市华州区。

## 人口
根据第七次全国人口普查结果，2020年11月1日零时渭南市华州区人口的基本情况公布如下：全区常住人口为268620人。

## 行政区划
华州区下辖1个街道办事处、9个镇：
华州街道、杏林镇、赤水镇、高塘镇、大明镇、瓜坡镇、莲花寺镇、柳枝镇、下庙镇和金堆镇。

## 交通
- 陇海铁路：柳枝站，莲花寺站，华州站，赤水站
- 310国道过境。

## 资源
华州区矿产资源丰富，钼资源储量居“世界第三、亚洲第一”，荣获“中国钼业之都”称号。